# Monte Linas
El Monte Linas es una sierra situada en el sudoeste de la isla de Cerdeña, Italia. El macizo es en gran parte de formación granítica, y hay presentes numerosos yacimientos mineros, sobre todo de plomo y zinc. Las cimas más altas son Punta Perda de sa Mesa, (1236 m) la cina más alta de la Cerdeña meridional, Monte Lisone (1082 m), la Punta di San Miali (1062 m) y Punta Magusu (1023 m).
Forma parte de la Comunità Montana n.º 18, que tiene una extensión de casi mil km², constituida por los municipios de Arbus, Gonnosfanadiga, Guspini, Pabillonis, San Gavino Monreale, Sardara, Vallermosa y Villacidro.
El turismo de la zona comprende sobre todo excursiones naturalistas y agroturismo.